# Axel Wallensköld
Axel Gabriel Wallensköld (* 10. Mai 1864 in Sankt Petersburg; † 22. März 1933 in Helsinki) war ein finnischer Romanist und Mediävist.

## Leben und Werk
Wallensköld studierte in Helsinki und in Paris (bei Gaston Paris). An der Universität Helsinki war er von 1891 bis 1905 Dozent, von 1905 bis 1915 Extraordinarius und von 1915 bis 1929 (als Nachfolger von Werner Söderhjelm) Inhaber des Lehrstuhls für Romanische Philologie. Von 1902 bis 1925 war er Präsident des Neuphilologischen Vereins/Société Néophilologique in Helsinki, welcher die Zeitschrift Neuphilologische Mitteilungen herausgab.

Wallensköld hatte zahlreiche öffentliche Ämter inne. Er engagierte sich für die Verbreitung der Plansprache Ido.

## Werke
- (Hrsg. mit Werner Söderhjelm) Le mystère de Saint Laurent, Helsinki 1890
- (Hrsg.) Chansons de Conon de Béthune, Trouveur artésien de la fin du XIIe siècle, Helsinki 1891
- (Hrsg. mit Uno Lindelöf) Les Chansons de Gautier d'Épinal, Helsinki 1901
- Le conte de la femme chaste convoitée par son beau-frère. Etude de littérature comparée, Helsinki 1907
- (Hrsg.) Florence de Rome. Chanson d’aventure du premier quart du 13e siècle, 2 Bde., Paris 1907–1909, New York 1968
- La construction du complément des comparatifs et des expressions comparatives dans les langues romanes, in: Mémoires de la Société néophilologique de Helsinki 5, 1909, S. 377–478
- (Hrsg.) Les Chansons de Conon de Béthune, Paris 1921, 1968
- Kortfattad Lärobok i Ido för självstudium, Helsinki 1922
- (Hrsg.) Les Chansons de Thibaut de Champagne, roi de Navarre, Paris 1925